# Риелофф, Борис
Борис Алексис Риелофф Венехас (исп. Boris Alexis Rieloff Venegas; 8 января 1984, Сантьяго) — чилийский футболист, правый защитник.

## Карьера
Борис Риелофф начал карьеру в молодёжном составе клуба «Аудакс Итальяно» в возрасте 9 лет. С 2004 года он начал выступать за основной состав команды. В клубе защитник выступал до 2010 года, проведя 235 матчей и забив 18 голов. В 2011 году Риелофф перешёл в аргентинскую команду «Химнасия и Эсгрима», где дебютировал 29 апреля и сыграл только 10 игр за шесть месяцев. Годом позже он вернулся на родину в клуб «Коло-Коло», куда его пригласил Америко Гальего. 24 июля он дебютировал в составе команды в матче с «Депортес Консепсьон». После ухода тренера с поста наставника «Этерно», Риелофф потерял место в основном составе и был арендован «Депортес Икике». Футболист вернулся в расположение клуба, но сыграл за него лишь 3 игры. И вновь Борис уезжает на правах аренды, на этот раз в свой бывший «Аудакс Итальяно». Затем он ещё отправился в аренду, в «Депортес Икике», а затем перешёл в клуб «Ньюбленсе».
В 2017 году Риелофф в интервью заявил, что по-прежнему хочет вернуться в футбол, несмотря на годичный простой. 5 января 2018 года Риелофф возобновил карьеру, подписав контракт с клубом «Мелипилья».

## Международная статистика
| Матчи Бориса Риелоффа за сборную Чили | Матчи Бориса Риелоффа за сборную Чили | Матчи Бориса Риелоффа за сборную Чили | Матчи Бориса Риелоффа за сборную Чили | Матчи Бориса Риелоффа за сборную Чили | Матчи Бориса Риелоффа за сборную Чили | Матчи Бориса Риелоффа за сборную Чили |
| ------------------------------------- | ------------------------------------- | ------------------------------------- | ------------------------------------- | ------------------------------------- | ------------------------------------- | ------------------------------------- |
| №                                     | Дата                                  | Оппонент                              | Счёт                                  | Голы                                  | Турнир                                |                                       |
| 1                                     | 7 октября 2006                        | Перу                                  | 3:2                                   | —                                     | Товарищеский матч                     |                                       |
| 2                                     | 28 марта 2007                         | Коста-Рика                            | 1:1                                   | —                                     | Товарищеский матч                     |                                       |
| 3                                     | 18 апреля 2007                        | Аргентина                             | 0:0                                   | —                                     | Товарищеский матч                     |                                       |
| 4                                     | 9 мая 2007                            | Куба                                  | 3:0                                   | —                                     | Товарищеский матч                     |                                       |
| 5                                     | 23 мая 2007                           | Гаити                                 | 0:0                                   | —                                     | Товарищеский матч                     |                                       |

## Личная жизнь
Дочь Бориса Риелоффа, Леонор, в 2012 году упала в домашний бассейн. Она была госпитализирована и введена в медицинскую кому. Спустя несколько дней она скончалась.